# Constantin Iancovescu
Constantin Iancovescu (n. 1862 – d. 1945) a fost un politician și general român.
În timpul primului război mondial, a fost secretar general al Ministerului de Război (august - septembrie 1916), șef al Marelui Stat Major – P.S., comandant al Grupului Apărării Dunării (noiembrie 1916) și al Corpului 3 armată (decembrie 1916 - 24 iulie 1917).
În perioada 20 iulie 1917 – 5 martie 1918, a îndeplinit funcția de ministru de război. A fost înaintat în anul 1918 la gradul de general de corp de armată.
A fost decorat cu Ordinul „Mihai Viteazul”, clasa III, pentru modul cum a condus Grupul Apărării Dunării în Bătălia de pe Argeș și Neajlov.
„Pentru modul cum a condus trupele Grupului Apărării Dunării în cursul aprigelor lupte de la Călugăreni din noiembrie 1916 și destoinicia cu care a înlesnit operațiile armatei de Argeș.”
Înalt Decret no. 1403 din 1 decembrie 1917:p. 119

## Decorații
- Ordinul „Mihai Viteazul”, clasa III, 1 decembrie 1917[1]:p. 119